# Rosario Fernández
Rosario del Pilar Fernández Figueroa (Lima, 9 novembre 1955) è una politica e avvocata peruviana.

## Biografia

### Origini e formazione
Rosario Fernández nasce a Lima il 9 novembre 1955. Suo padre, Joffré Fernández Valdivieso, era un politico che aveva ricoperto le cariche di deputato e ministro della giustizia nel 1990.
Studia giurisprudenza presso la Pontificia Università Cattolica del Perù.

### Carriera politica
Rosario Fernández diviene vicepresidente della Borsa di Lima dal 1988 al 1991 e tesoriera dell'ordine degli avvocati di Lima dal 1993 al 1994. Negli stessi anni è anche professoressa del corso di diritto internazionale privato e del corso di diritto processuale civile alla Pontificia Università Cattolica del Perù e del corso di diritto internazionale privato all'Università di Piura e presso l'Università di Lima.
Il 20 settembre 2007 viene nominata ministra della giustizia dal presidente Alan García, entrando quindi a far parte del suo secondo governo, in quel momento capeggiato dal primo ministro Jorge del Castillo. Rimane in carica fino all'11 luglio 2009, giorno delle dimissioni di tutto l'esecutivo guidato dal primo ministro Yehude Simon.
Il 14 settembre 2010 viene nuovamente designata come titolare del ministero della giustizia, sempre dal presidente Alan García, questa volta all'interno del governo con primo ministro José Antonio Chang.
Il 19 marzo 2011 viene annunciata la sua nomina a presidente del Consiglio dei ministri, diventando la seconda donna nella storia del Paese sudamericano a ricoprire tale carica, seconda solo a Beatriz Merino che l'aveva rivestita precedentemente nel 2003. Esercita quindi contemporaneamente sia il ruolo di prima ministra, sia quello di ministra.
Cessano ufficialmente entrambi i suoi incarichi il 28 luglio 2011, giorno della fine della presidenza García.

## Vita privata
È sposata con Ernesto Coz e assieme hanno due figlie.